# Баркино (Мурманская область)
Баркино, Парккина (фин. Parkkina) — упразднённый в 1945 году населённый пункт (тип: колония) в Печенгском районе в Мурманской области России. Находился на берегу Печенгской губы. Основана в 1860 году, в 1921—1944 гг. в Финляндии. Территория бывшего населённого пункта находится на окраине современного посёлка Печенги.

## География
Находился на реке Печенга, при впадении в Печенгскую губу Баренцева моря

## Топоним
Название, возможно, от бар — «поперечная наносная гряда, мель в устье реки». Русское название транслировалось финнами как Parkkina при вхождении колонии в состав Финляндии в 1920—1944 гг. После возврата населённого пункта и вплоть до упразднения называлась по-фински Парккина. Хотя первый секретарь Мурманского обкома ВКП(б) М. И. Старостин в мае 1945 года предлагал вернуть исконные названия.

## История
Основана в 1860 году карелами — выходцами из Кемского уезда как колония Печенгского сельского общества Мурманско-Колонистской волости на месте разрушенного Печенгского монастыря, по левобережью Печенгской губы при впадении реки Печенги.
После возобновления Трифоно-Печенгского монастыря колония Баркино вошла в 1893 году в состав его владений.
Открыта (13.11.1893) была монастырская школа. Началось строительство Монастырской церкви Рождества Христова на мощах мучеников-монахов. Была перенесена небольшая Трифоновская церковь (освященная ранее в 1883 году), которая в народе после её переосвящения в честь святого Николая стала называться «старой рыбацкой». Была построена Николо‑Андреевская церковь (1912).
В 1913 проживало 84 человека. Имелись 2 торговых лавки, работала Печенгская почтово-телеграфная контора.
В 1920 — 76 жителей.
До 1921 года входила в состав Печенгской волости Кольского уезда Архангельской губернии.
С 1921 по октябрь 1944 года Баркино входило в состав Финляндии под финским названием Парккина и входила в Область Петсамо.
В 1940—1941 годах размещалось советское консульство.
Во время Великой Отечественной находились лагеря советских военнопленных, кладбища советских солдат и немецких егерей. В течение трех лет войны погибшие горные егеря, летчики из Луостари, артиллеристы, моряки, солдаты вспомогательных частей свозились для захоронения в Паркино. По немецким данным, захоронено 10-12 тыс. человек. В 1944 могилы фашистов были уничтожены гусеницами советских танков.
После возвращения в Советский Союз сохранялось финское название. Например, так обозначена на советской карте, опубликованной в 1946 году.
В 1945 году ликвидирован и исключен из учётных данных.

## Население
Первоначально проживали карелы.
Численность населения достигало до 100 человек (41 — в 1895, 58 — в 1897, 75 — в 1905, 100 — в 1918, 76 — в 1920).

## Инфраструктура
Основа экономики — рыбный промысел, домашнее скотоводство.
В Баркино было две церкви — Св. Николая Чудотворца (ранее — Св. Трифона Печенгского, перенесенная из колонии Монастырской) и приходская церковь Св. Николая Чудотворца и Апостола Андрея Первозванного, построенная в 1911 году при помощи архангельского купца А. И. Костогорова.
На территории Баркино находится воинский гарнизон со штабом 200‑й мотострелковой бригады. Здесь мемориал-захоронение павших советских воинов при освобождении Печенги в 1944 году. На месте ликвидированного в 1944 году кладбища егерей в 1994 открыт мемориал, территория облагорожена австрийской и немецкой сторонами в 2002—2004 гг.

## Транспорт
Доступна была морем.